# 米爾邁恩 (伊利諾伊州)
米爾邁恩（英語：Milmine）是位於美國伊利諾伊州皮亞特縣的一個非建制地區。該地的面積和人口皆未知。

## 地理
米爾邁恩的座標為40°54′27″N 88°39′01″W / 40.90750°N 88.65028°W，而該地的平均海拔高度為217米（即712英尺）。